# Зарваница (Львовская область)
Зарваница (укр. Зарваниця) — село в Золочевской городской общине Золочевского района Львовской области Украины.
Население по переписи 2001 года составляло 265 человек. Занимает площадь 0,684 км². Почтовый индекс — 80715. Телефонный код — 3265.